# Simpsons Roasting on an Open Fire
«Simpsons Roasting on an Open Fire» (укр. Сімпсони смажать на відкритому вогні) — перша, різдвяна, серія першого сезону мультсеріалу «Сімпсони», прем'єра якої відбулась 17 грудня 1989 року у США на телеканалі «Fox».
Серію було номіновано на премію «Еммі» за «Краще редагування звуку міні-серіалів або спеціальних програм». В цілому серія була гарно сприйнята телеглядачами та телекритиками. Прем'єрний показ цієї серії у США подивилося 13,4 млн глядачів.

## Сюжет
Після відвідування різдвяного конкурсу в Спрінґфілдській початковій школі Сімпсони готуються до святкового сезону. Барт і Ліса пишуть листи Санті; Ліса просить поні — Мардж намагається тактовно відмовити їй, стверджуючи, що для одного поні не вистачить місця на санях Санта Клауса — а Барт хоче татуювання, яке Мардж і Гомер забороняють йому робити. Наступного дня Мардж бере дітей на різдвяні покупки в торговий центр. Барт тікає, щоб зробити татуювання на руці з написом «Мати», думаючи, що це сподобається Мардж. Перш ніж художник встигає закінчити татуювання, Мардж знаходить Барта і тягне його до дерматолога, щоб він видалив його. Вона змушена витратити на процедуру весь святковий бюджет родини, вважаючи, що різдвяний бонус Гомера покриє витрати на подарунки.
На Спрінґфілдській електростанції містер Бернс скасовує цьогорічну різдвяну премію працівникам. Коли він дізнається, що Мардж витратила сімейні святкові гроші на видалення татуювання, то за пропозицією свого друга Барні Гамбла Гомер підробляє Сантою в торговому центрі. Перебуваючи в торговому центрі напередодні Різдва, Барт вириває Санті бороду, розкриваючи таємницю Гомера. Барт вибачається за цю витівку та хвалить свого батька за те, що він підробляв, щоб подарувати родині різдвяні подарунки. Після того, як Гомер заплатив за роботу Сантою набагато менше, ніж очікувалося, через відрахування за навчання та форму, він і Барт отримують підказку від Барні про собачі перегони.
На іподромі Гомер ставить усі свої гроші на пса Маленький Помічник Санти з рахунком 99–1. Хорт, на жаль, фінішує останнім. Коли Гомер і Барт залишають трасу, вони бачать, як власник собаки кричить і кидає його за поразку в перегонах. Барт благає Гомера залишити собаку як домашнього улюбленця. Вони повертаються додому, де зізнання Гомера в тому, що він не отримав різдвяний бонус, переривається, коли Барт представляє іншим маленького помічника Санти. Сім'я дуже радіє цьому жесту та святкує, співаючи «Рудольф Червононосий олень».

## Виробництво
«Simpsons Roasting on an Open Fire» — прем'єрна серія мультсеріалу «Сімпсони». Телекомпанія «Fox» була до останнього невпевнена чи серіал приверне увагу телеглядачів. Спочатку планувалося випустити 3 коротких семихвилинних епізодів, які мали познайомити авдиторію з Сімпсонами. Однак, врешті-решт, було підписано контракт на виробництво 13 повних серій мультсеріалу. Спочатку було вирішено, що показ «Сімпсонів» почнеться восени 1989 року з серії «Some Enchanted Evening». Проте через технічні проблеми у виробництві прем'єру довелося перекласти на грудень 1989 року, а першою серією стала «Simpsons Roasting on an Open Fire». «Some Enchanted Evening» стала фінальною серією першого сезону.
Мімі Понд написала сценарій серії, а штатний сценарист Ел Джін вигадав назву. Девід Сільверман зрежисерував серію, Річ Мур упорядкував історію і вигадав Неда Фландерса. Деякі сцени були викинуті Еріком Стефані, братом Гвен Стефані. Це єдина серія в якій Барні Гамбл мав жовте волосся такого ж кольору, як шкіра, пізніше це було змінено через концепцію, що лише члени сім'ї Сімпсонів можуть мати таке волосся. Сеймур Скіннер, Мілгаус ван Гутен, Шеррі і Террі, Мо Сизляк, містер Бернс, Барні Гамбл, Патті і Сельма Був'є, Нед і Тодд Фландерси, Маленький Помічник Санти, Сніжок-2, Деві Ларго і Льюїс вперше з'являються в цій серії.
З нагоди 35-річчя епізода, 17 грудня 2024 року на офіційному YouTube-каналі «Disney+» виклали «Simpsons Roasting on an Open Fire» у вільний доступ. На початку трансляції є звернення від режисера серії Девіда Сільвермана та виконавчого продюсера «Сімпсонів» Метта Селмана.

## Цікаві факти
- Назва серії містить відсилання до класичної різдвяної пісні «Каштани смажать на відкритому вогні» (англ. «Chestnuts Roasting on an Open Fire»).
- Більшість другорядних персонажів виглядають інакше, ніж в подальших серіях. Так, наприклад, близнючки Шеррі і Террі мають коричневе волосся, бармен Мо Сизляк — чорне, а Ральф Віггам говорить незвичним голосом.
- В коментарях на DVD релізі говориться, що серія отримала позитивні відгуки через негативне зображення собачих перегонів.
- На концерті Барт співає: «Jingle Bells, Batman smells, Robin laid an egg. The Batmobile broke its wheel and the Joker got awa…augh!» (укр. Бетмен всрався, Робін всцявся, бетмобіль зламався, ну а Джокер вже змотався, як я задовбався-ааа!). Ця пісня дуже полюбилася американським дітлахам.
- Коли Мардж бачить татуювання звучить лірична мелодія, що пізніше була використана в мультсеріалі «Губка Боб Квадратні Штани».
- Тату салон розташований поряд з кабінетом дерматолога.

## Саундтрек
- Хор дітей Спрінгфілдської початкової школи — Jingle bells
- Ivor Slaney — «Dramatic Impact 2»
- Барні та Барт — «We're in the Money» (музика Гаррі Варен, слова Ель Дубін)
- Felix Bernard — «Winter Wonderland»
- «Rudolph the Red-Nosed Reindeer» (автор — Джонні Маркс)
- «Santa Baby» (автори: Джоан Джевітс, Філіп і Тоні Спрінгери)

## Ставлення критиків і глядачів
Під час прем'єри серію переглянули 13,4 мільйони приблизно домогосподарств з рейтингом Нільсена 14,5, що зробило її другим за популярністю шоу на каналі «Fox» протягом тижня з 11 до 17 грудня 1989 року.
Після виходу в етер епізод отримав переважно позитивні відгуки телевізійних критиків. 2008 року Роберт Каннінг з «IGN» зазначив: «Хоч і не найсмішніша із серій, але вона, безперечно, була новаторською. З цим епізодом „Сімпсони“ втратили свою передумову, і вона, безперечно, мала перевагу».
2010 року Натан Робін з «The A.V. Club» у ретроспективному огляді дав серії оцінку A-, назвавши серію «одночасно пустотливою і приємною», додавши, що її темп був повільнішим, ніж пізніші епізоди, і нагадував сімейні ситкоми, але «гумор, сердечність і підривна дія, які зробили «Сімпсонів» таким високим досягненням, були очевидними із самого початку».
Автори книги «Я не можу повірити, що це більший і кращий оновлений неофіційний довідник Сімпсонів» Воррен Мартін і Едріан Вуд зазначили: «досить стандартна рання страва, серіал не зовсім досягає успіху». Вони також зазначили, що «реалістичність першого сезону дуже очевидна, і лише лазер, використаний для видалення татуювання Барта, натякає на те, яким стане серіал».
Колін Джейкобсон з «DVD Movie Guide» сказав що серія — це «хороші, але не чудові ранні Сімпсони». Він також прокоментував: «Багато років я вважав „Roasting“ жахливим епізодом, але це не так. Хоча я не вважаю, що це щось особливе, серія залишається досить розважальним епізодом, який має кілька розважальних моментів».
Серію було номіновано на дві премії «Еммі» в категоріях «Найкраща анімаційна передача» і «Найкращий монтаж для міні-серіалу чи спецвипуску» 1990 року. Оскільки «Simpsons Roasting on an Open Fire» вважали окремим спецвипуском, «Сімпсонів» двічі номінували в категорії «Анімація». Однак, епізод програв серії «Life on the Fast Lane».
Згідно з голосуванням на сайті The NoHomers Club більшість фанатів оцінили серію на 5/5 із середньою оцінкою 4,21/5.